# Орлова Євгенія Юліанівна
Євгенія Юліанівна Орлова (3 травня 1914, Москва — 25 квітня 1999, Москва) — радянський хімік-технолог вибухових речовин, доктор технічних наук, професор, заслужений діяч науки і техніки РРФСР, лауреат Державної премії СРСР (1984).

## Життєпис
Народилася в родині відставного військового.
У 1932 році закінчила Московський гірничо-хімічний технікум. У 1937 році закінчила спеціальний факультет МХТІ, була залишена в аспірантурі на кафедрі вибухових речовин.
У роки Великої Вітчизняної війни — асистент Індустріального інституту в Куйбишеві, один з організаторів створення у Куйбишеві філії евакуйованого з Москви МХТИ, очолювала спеціальний факультет і кафедру вибухових речовин філії.
У повоєнні роки працювала в МХТІ: викладач кафедри вибухових речовин, у 1959—1961 роках — декан хіміко-технологічного факультету, в 1964-79 роках — завідувач кафедри. Одночасно викладала в МВТУ і Всесоюзному заочному політехнічному інституті.

## Наукова діяльність
Фахівець в галузі хімії і технології вибухових речовин, відома як творець вітчизняної наукової школи. Наукові праці Євгенії Юліанівни присвячені дослідженню процесів нітрування та технології одержання ароматичних нітросполук. Займалася розробкою та вдосконаленням технології виробництва тринітротолуолу, динітронафталіну, термостійких вибухових речовин, гексогену, октогену. Перша у світі жінка-професор у галузі технології вибухових речовин.
Автор підручника «Хімія і технологія вибухових речовин» (М., 1960; 3-е изд. — М., 1981).
Похована на Кузьмінському кладовищі.

## Наукові праці
- Посібник до лабораторного практикуму з одержання нітросполук. — М., 1969 (у співавт.)
- Октоген: Одержання, властивості та застосування. — М., 1970 (у співавт.)
- Хімія і технологія азотовмісних похідних нафталіну. — М., 1984 (у співавт.)
- Творці та носії ідеї вибуху: Їх долі і науковий внесок в історію вибухових речовин. — М., 2003.